# La Chute de la maison Usher (film, 1983)
Pour les articles homonymes, voir La Chute de la maison Usher.
Pour plus de détails, voir Fiche technique et Distribution.
La Chute de la maison Usher (El hundimiento de la casa Usher) est un film réalisé par Jesús Franco et Olivier Mathot sorti en 1983. On y retrouve Howard Vernon dans le rôle principal ainsi que Lina Romay et Françoise Blanchard.

## Synopsis
Dans sa demeure sinistre, le vieil Usher fait le récit de ses crimes alors que la folie s'empare peu à peu de lui.

## Fiche technique
- Titre français : La Chute de la maison Usher ou Névrose[1]
- Titre original : El hundimiento de la casa Usher
- Réalisateur : Jesús Franco, Olivier Mathot
- Producteur exécutif : Daniel Lesoeur
- Photographie : Allan Hardy
- Scénario : H.L. Rostaire
- Musique : Daniel White
- Pays :  Espagne et  France
- Genre : Horreur et fantastique
- Durée : 93 minutes
- Dates de sortie :
  - Espagne : 23 mars 1983
  - France : 6 mai 1988[1]

## Distribution
- Howard Vernon : Dr. Roderic Usher
- Antonio Mayans : Dr. Alan Harker
- Lina Romay : Maria, la dernière maîtresse de Roderic Usher
- Françoise Blanchard : Melissa
- Olivier Mathot : Morpho
- Daniel White : Dr. Seward
- José Llamas : Adrien
- Antonio Marín : Mathias, le majordome
- Fata Morgana : Edmonda